# 高松ミキ
高松 ミキ(たかまつ ミキ、1899年7月24日-1941年2月)は座間村処女会(後の女子青年団)会長。1927年、鈴木利貞と供に青少年教育功労者として県知事表彰を受ける。　

## 生涯
1899年7月24日、神奈川県入谷五丁目で高松住吉の長女として生まれる。賢次という弟がいた。実家は農家だった。
1906年、座間小学校尋常科に入学。
1913年3月、家の手伝いや弟の面倒を見る為を理由に、13歳で座間小学校高等科を中退。
1919年、座間小学校の代用教員になる。
1923年、座間村処女会の会長に就任。
1924年、座間村処女会を女子青年会と改称。
1927年、県知事表彰を受ける。
1929年1月に母親が亡くなり、悲しみに暮れる。その際の心の痛手は大きく、女子青年会の会長を辞任しようとしたが、会員から｢辞任しないでください｣と説得され、とどまることにした。
1932年3月、座間小学校の代用教員を退職。ミキは、教員免許状を得ることも期待されていたが、女子青年会を指導しながら資格試験の勉強をするのは難しかったようだ。
同年８月には、女子青年会の後任も決まったため、女子青年会の会長も辞任。
1933年、上京し、住居を移す。
1935年、｢敬秀｣という号を名乗ることが許され、西巣鴨に自らの書道塾｢愛日書院｣を開く。
1941年1月、地域の子供たちの組織である、子供隣組｢若菜会」を結成するが、同年2月に病死。享年43。